# Michael Guhr
Michael Guhr junior (ur. 11 marca 1873 w Wielkim Sławkowie koło Popradu, zm. 23 sierpnia 1933 w Spiskiej Sobocie) – spiskoniemiecki lekarz, działacz turystyczny, prezes Karpathenverein (KV), propagator narciarstwa.

## Życiorys
Ukończył studia medyczne w 1895 r. w Budapeszcie, a następnie został naczelnym lekarzem Tatrzańskiej Polanki, w 1902 r. założył tam sanatorium dla chorych na gruźlicę. Zaczął wówczas propagować klimatoterapię – wielokrotnie pisał o tym w czasopismach fachowych, zarówno przed wojną, jak i w okresie międzywojennym.
W swoich wędrówkach po Tatrach używał nart; był zapalonym turystą i taternikiem, propagował rozwój narciarstwa turystycznego i sportowego oraz sportów bobslejowych w węgierskiej części Tatr.
Był pierwszym prezesem Karpathenverein po I wojnie światowej (w latach 1920–1933), działał również w komisji przewodnickiej. Od 1913 r. był prezesem pierwszej organizacji ratunkowej po południowej stronie Tatr, prowadził kursy udzielania pierwszej pomocy dla przewodników i gospodarzy schronisk.
W 1927 kupił grunt w górach niedaleko Siodełka, który podarował Karpathenverein. Organizacja wybudowała tam schronisko, nazwane na jego cześć Dr. Guhr Jugendheim und Turistenhaus (obecnie jest to schronisko Bilíka). Oprócz działalności w górach zajmował się też rozwojem muzealnictwa w dolinach – m.in. założonym przez Węgierskie Towarzystwo Karpackie (MKE, poprzednik KV) Muzeum Tatrzańskim w Wielkiej (obecnie dzielnica Popradu, dawniej osobna miejscowość), czy Muzeum Karpackim w Popradzie (również założonym przez MKE). Po śmierci rodzina przekazała pamiątki po zmarłym do Muzeum Karpackiego. Umieszczono je tam w specjalnej Izbie Pamięci Michała Guhra (Dr. Guhr-Gedenkzimmer). W 1937 r. Karpathenverein uczcił pamięć Michaela Guhra tablicą pamiątkową w tzw. Altanie Szilágyiego na Siodełku.
Doktor Guhr utrzymywał przyjacielskie stosunki z Polskim Towarzystwem Tatrzańskim i polskimi taternikami. W 1928 r. z okazji 25-lecia sekcji turystycznej PTT w „Taterniku” zamieszczono przekład jego przemówienia.